# Parco Fontanile San Giacomo
Il parco Fontanile San Giacomo è un parco locale di interesse sovracomunale sito a Gerenzano, in provincia di Varese. Fu istituito il 6 luglio 2005 con delibera di giunta provinciale e occupa una superficie di 413 ettari.
L'area del parco comprende superfici di proprietà pubblica, ma anche terreni di privati, per la maggior parte a destinazione agricola o boschiva. Il fontanile che dà il nome al parco presenta una struttura seminaturale creata dall'uomo con lo scopo di sfruttare le risorgive a fini irrigui e si trova nella porzione sudorientale del territorio comunale di Gerenzano.
All'interno della area si colloca il Parco degli Aironi, che occupa una superficie di circa 45 ettari, nato da recupero di una ex cava di ghiaia. Oggi è un parco attrezzato con aree gioco, un percorso vita, campi da tennis e piccoli servizi per la ristorazione.